# Robert Bridges

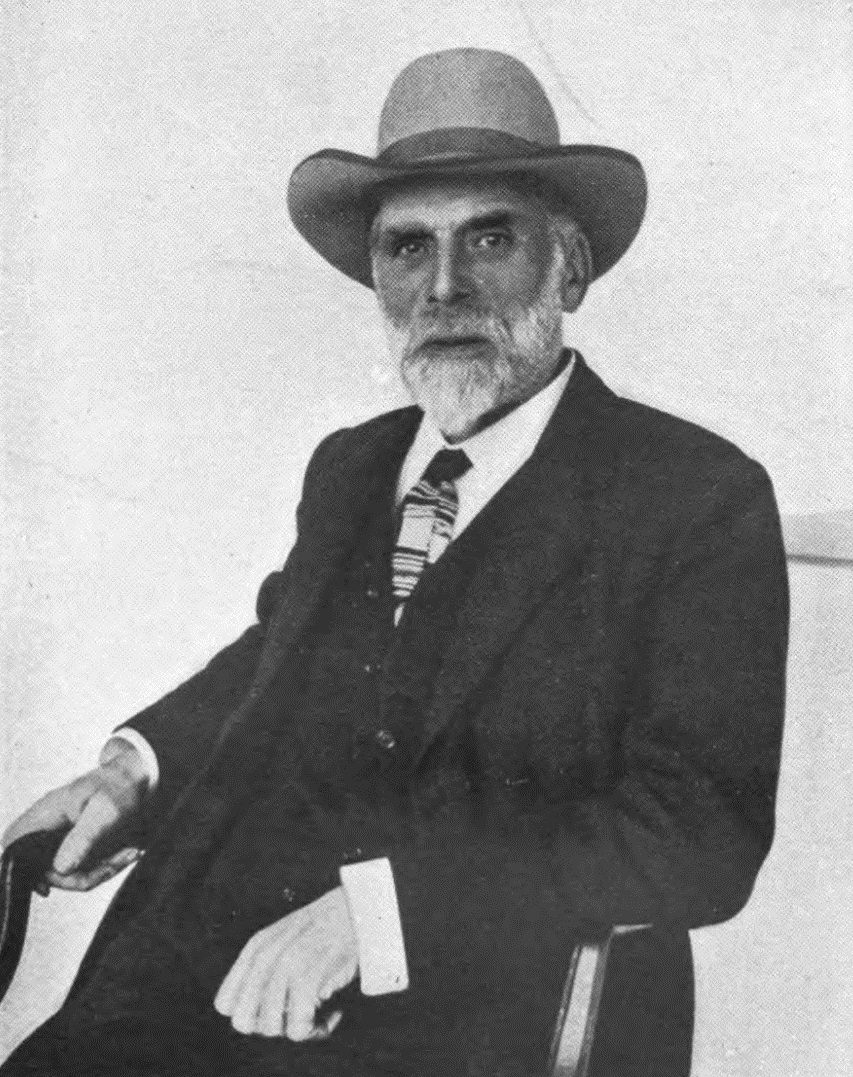
Robert Bridges

Robert Seymour Bridges (Walmer, Kent, 23 oktober 1844 - Oxford, 21 april 1930) was een Engels dichter, toneel- en prozaschrijver. Vanaf 1913 was hij de Britse Poet Laureate.
Bridges werd opgeleid aan Eton College en het Corpus Christi College van de Universiteit van Oxford. Vervolgens studeerde hij medicijnen in Londen en werd arts in 1874, waarna hij werkzaam was in het Londense St Bartholomew's Hospital. In 1882 moest hij zijn actieve carrière echter opgeven om gezondheidsredenen. Hij reisde vervolgens door Europa en het Midden-Oosten en vestigde zich vervolgens in Yattendon, Berkshire, waar hij tot 1904 bleef wonen. Hij wijdde zich aan de literatuur, een interesse die hij al vroeg had getoond. Bridges was nauw bevriend met Gerard Manley Hopkins, wiens literair executeur hij zou worden. In 1884 trouwde hij met Monica Waterhouse.
In 1873 publiceerde hij al in eigen beheer zijn Poems, waarna zijn productie goed op gang kwam.
Vier delen Shorter Poems verschenen in 1879, 1880, 1890 en 1893. Daar tussendoor publiceerde hij The Growth of Love en Carmen Elegiacum (1876) en Eros and Psyche (1885).
Hij schreef eveneens acht drama's in verzen: het eerste deel van Nero kwam uit in 1885, het tweede deel volgde in 1894. In 1890 volgden Achilles in Scyros, Palicio, The Return of Ulysses, The Christian Captives, The Humours of the Court en The Feast of Bacchus.
Twee masques kwamen uit in 1883, Prometheus the Firegiver, en in 1904, Demeter, die gemaakt werd voor de opening van de Somerville College Library in Oxford.
Bridges' werk was lange tijd slechts in kleine kring bekend, waar het werd bewonderd om zijn zuiverheid, poëtische precisie en uitdrukkingskracht. Pas in 1912 kwam zijn werk onder bredere aandacht toen Oxford University Press zijn Poetical Works uitbracht, overigens zonder het dramawerk. In 1913, nog steeds vrij onbekend, werd hij benoemd tot Poet Laureate. Ondanks de kritiek die daarop was in de pers, groeide hij langzaam uit tot een zeer gerespecteerd schrijver, die bewondering oogstte om de toon en de techniek van zijn gedichten.
In 1916 verscheen de bloemlezing The Spirit of Man. New Poems, dat uitkwam in 1925 kende een goede ontvangst. Grote erkenning volgde uiteindelijk kort voor zijn dood met The Testament of Beauty (1929), een gedicht van 4000 regels met een filosofische insteek. Het werk beleefde in het eerste jaar na verschijnen 14 herdrukken.
Ook als prozaschrijver wist hij eer in te leggen. In Milton's Prosody (1893) geeft hij een analyse van het gebruik van blanke verzen in John Miltons Paradise Lost. Hij schreef een essay over het werk van John Keats onder de titel John Keats:A Critical Essay (1895) en The Necessity of Poetry (1918).
Bridges bracht zijn laatste jaren door in Boars Hill, Oxfordshire, waar hij overleed.
Hij was houder van de Order of Merit.
Zijn gedicht I praise the tender flower werd een aantal keren getoonzet: Charles Hubert Parry, Charles Villiers Stanford, Frank Bridge, Ivor Gurney maakten er liederen van, al dan niet a capella. Ook Thou Didst delight my eyes onderging dat lot, ditmaal door opnieuw Bridge, Stanford en Gurney, maar ook door Gustav Holst.

## Overzicht van belangrijkste werken

### Poëzie
- The Growth of Love (1876;1889)
- Prometheus the Firegiver: A Mask in the Greek Manner (1884)
- Nero (1885)
- Eros and Psyche: A Narrative Poem in Twelve Measures (1885;1894)
- Return of Ulysses (1890)
- Shorter Poems, Books I - IV (1890)
- Shorter Poems, Books I - V (1894)
- Ibant Obscuri: An Experiment in the Classical Hexameter
- The Necessity of Poetry (1918)
- October and Other Poems (1920)
- New Verse (1925)
- The Tapestry: Poems (1925)
- The Testament of Beauty (1929;1930)

### Proza
- Milton's Prosody, With a Chapter on Accentual Verse (1893).
- Keats (1895)
- The Spirit of Man (1916)
- Collected Essays, Papers, Etc. (1927-36)